# 顕微鏡的多発血管炎
顕微鏡的多発血管炎（けんびきょうてきたはつけっかんえん,Microscopic PolyAngitis; MPA）とは、ANCA関連血管炎症候群のうち、肉芽腫性病変のみられないもの。

## 組織所見
毛細血管や細動脈、細静脈の血管壁に炎症をおこし、出血したり血栓を形成したりする。

## 主要症候
毛細血管の多い腎臓と肺が好発部位。
- 腎症状（腎機能低下、血尿、蛋白尿など、急速進行性糸球体腎炎（RPGN）は重症）
- 肺症状（肺出血または間質性肺炎など）
- その他の臓器の症状（発熱、倦怠感、体重減少、筋痛、関節痛、口内炎、出血、多発性単神経炎など）

## 検査所見
- MPO-ANCA陽性
- CRP陽性、蛋白尿、血尿、BUN・血清クレアチニンの上昇、WBC上昇
- 胸部X線写真所見で肺胞出血、間質性肺炎に合致する所見を認める。
- 生検（腎生検）
- 抗基底膜抗体（抗GBM抗体）も陽性の場合、腎機能予後が有意に不良。

## 診断基準
- 生検（腎生検）が可能の場合は、確定診断のために行う。
- 主要症候の2項目＋組織所見、または、主要症候の1./2.を含めた2項目＋MPO-ANCA陽性

## 治療
2011年現在、各国の治療ガイドライン等は、他のANCA関連血管炎症候群（好酸球性多発血管炎性肉芽腫症、多発血管炎性肉芽腫症）と共通。
血管の炎症を完全に消失させて（寛解導入療法）、その状態を維持する（寛解維持療法）。
寛解の判定には、条件としてCRPが正常範囲である他、BVAS（血管炎症候群を参照）等を用いる。
早期診断・早期治療が極めて重要。その場合、約3～6か月で寛解に至ることが期待できる。治療が遅れると、臓器の機能障害が残る。

### ステロイド系抗炎症薬
ステロイド系抗炎症薬の糖質コルチコイド（GC）が治療の中心。初期投与量から次第に減量し、再燃などがなければ通常18カ月。
チアマゾールやPTUによるMPO-ANCA血管炎症候群の場合には、中止する必要がある。
- プレドニゾロン（PSL）連日経口投与：初期投与量は体重1kgあたり1日0.3～1.0mg。病状が軽い場合、老齢の場合等。
- メチルプレドニゾロン（M-PSL）静注療法：病状が重い場合、老齢でない場合等。終了後は上記経口投与。

### 免疫抑制薬
免疫抑制薬併用療法は、病状が重い場合のほか、副作用の強い糖質コルチコイドをなるべく少なくするため積極的にも用いられる。
寛解が得られてもANCAが陰性化しない場合、再燃が高頻度であるため、5年間継続する事もある。
日本では、軽症例に再燃が多かったが、免疫抑制薬の使用が少なかった事も原因と推定されている。
下記の2種が主。
シクロホスファミド（CY）
主に寛解導入療法。連日経口投与またはシクロホスファミド静注パルス療法（IVCY）。静注パルス療法が標準的。連日経口服用療法の方が総投与量が多く、副作用の膀胱毒性が強い。
アザチオプリン（AZA）
主に寛解維持療法。シクロホスファミドより副作用が少ない。
メトトレキサート(MTX)
海外での使用実績があるものの、日本では保険適応はない。

### 分子標的治療薬
- リツキシマブ

リンパ球成熟B細胞に対する抗体である。体内のすべての成熟B細胞を除去することで、自己抗体を産生するB細胞を排除することで、自己抗体産生を抑制する。海外での臨床試験の結果、公知申請により保険収載となった。

### 血漿交換療法
最も重症な場合。腎予後の改善が海外で確認されたが、生命予後の改善は確認されていない。

### 血栓の治療など
血管の内腔狭窄や血栓に、抗凝固療法、血管拡張剤（プロスタグランジン製剤）など。
糖質コルチコイドの副作用としても血栓がおこりやすくなる。

## 治療の副作用とその対策
一般的にもステロイドの副作用は多く知られているが、日本では、AE（有害事象）の主因と推定している。

### 感染症
一般の感染症はもちろん日和見感染のリスクもある。生ワクチンも使用すべきではない。免疫抑制薬併用療法では、特に留意する事が推奨される。糖質コルチコイドの使用量が多い程、多い。
また、日本は重症感染症が多い。
一般的対策として、イソジンガーグル、入院での面会制限、個室など。
- ニューモシスチス肺炎（PCP）：予防のための、ST合剤の投与。
- B型肝炎、C型肝炎：血管炎の治療開始前に、ウイルスの血清学的検査を行うべきである。
- 結核：病歴をとり、診察を行い、胸部X線を撮影してリスクを評価すべきである。
- 肺炎球菌：ワクチン接種が推奨される。
- インフルエンザ：毎年のワクチン接種が推奨される。
- 真菌感染：肺障害がある場合などは、肺真菌症の予防のため、抗真菌薬の投与が推奨される。
- 帯状疱疹：ウイルスとの接触のリスクが確実であれば、帯状疱疹ウイルスに特異的なγグロブリンの投与を考慮。

### 膀胱毒性
免疫抑制薬シクロホスファミドの副作用の、出血性膀胱炎と催腫瘍作用。
静注パルス療法より連日経口服用療法の方が、総投与量が多く膀胱毒性が強い。代謝物アクロレインが尿に排出されておこる。
膀胱に尿をためないように、点滴や経口水分摂取を多くし、頻繁な排尿が推奨されている。予防薬のmesna（メスナ）は、日本では血管炎に対する健康保険適用はない。
最も感度の良い検査は定期的な尿検査であり、催腫瘍作用のため、シクロホスファミド使用終了後も行う。
出血性膀胱炎を発症したら、使用を止め、他の免疫抑制薬に替える等が望ましい。

### 骨粗鬆症
糖質コルチコイドの副作用と共に、腎機能低下による骨ミネラル代謝異常による。ステロイド性骨粗鬆症予防ガイドラインなどにより、積極的な治療を早期から開始する必要がある。

## 歴史

### 病気の発見（認知）の歴史的変遷
従来結節性多発動脈炎（以下PN）と考えられてきた疾患の中に細動脈でも壊死性血管炎を起こす一群が報告され、この様な経過を辿る一群をPNとは分けて本症とした。2006年6月10日 (土) 22:01 (UTC)現在では本症とPNは異なる疾患と考えられている。

## 各国において

### 日本
- 診断
厚生労働省により診断基準が発表されている
- 特定疾患（難病）として、都道府県によっては医療費支援制度の対象となっている。